# Битва при Неопатрах
Битва при Непатрах — сражение в начале 1270-х годов между византийской армией и союзными силами Фессалийского княжества и герцогства Афинского.

## Предыстория
В 1259 году Никейская империя во главе с Михаилом VIII Палеологом (пр. 1259—1282 гг.) одержала победу в битве при Пелагонии против коалиции своих основных европейских врагов: Эпирского царства, королевства Сицилии и княжества Ахайя. Эта победа в значительной степени была достигнута благодаря отступничеству незаконнорожденного сына Михаила II Эпирского Иоанна I Дуки. Это позволило Палеологу укрепить свои владения в Европе; ослабление Эпира и латинских государств позволило отвоевать Константинополя в 1261 году и восстановить Византийскую империю с самим собой в качестве императора. Однако никейцам не удалось подчинить Эпир: Иоанн Дука быстро вернулся к своему отцу, а местное население осталось верным прежнему правителю. Никейцы были изгнаны в 1259 г., а затем побеждены и изгнаны из Фессалии в следующем г.
В 1266 или 1268 году Михаил II умер, и его владения были разделены: его старший законный сын Никифор унаследовал Эпир, а женившийся на дочери местного влахского правителя Фессалии Иоанн получил этот регион со столицей в Неопатрах. Оба брата враждебно относились к стремившейся вернуть свои территории восстановленной Византийской империи, и поддерживали тесные отношения с латинскими государствами на юге Греции. Тем не менее Михаил VIII пытался присоединить их к себе через династические браки: Никифору отдал свою племянницу Анну Кантакузину, а его племянник Андроник Тарханеиот женился на дочери Иоанна Дуки, вдобавок получившего титул севастократора. Но Михаилу не удалось достичь своей цели, поскольку оба брата, а особенно Иоанн, по-прежнему относились к нему недоброжелательно. После крайне непопулярного Второго Лионского собора 1274 года они даже предоставили убежище многим несогласным и критикам религиозной политики императора.
Тем не менее, благодаря переговорам, Акту об унии и подчинению греческой православной церкви Римскому престолу, Михаил предотвратил опасность согласованного латинского нападения и получил свободу действий против своих врагов. Сразу же после этого он начал наступление на сицилийские владения в Албании и на Иоанна Дуку в Фессалии.

## Сражение
Для похода на Фессалию (дата неизвестна, современные учёные сходятся к 1272/1273 или 1274/1275 гг.), Михаил собрал огромное войско, в основном наемников, количество которых современники оценивали в 30 тыс. человек (оценка Георгия Пахимера — 40 тыс., включая военно-морские силы). Они были подчинены брату императора и деспоту Иоанну Палеологу и полководцу Алексею Кабаллариосу. Направленной против Фессалии армии должен был помочь византийский флот под командованием протостратора Алексея Дуки Филантропена, который должен был напасть на латинские княжества и помешать им помочь Дуке.
Дука был застигнут врасплох быстрым наступлением имперских войск и оказался в Неопатрах, которую византийцы начали осаждать. По верёвке правитель спустился по стенам крепости и, переодевшись конюхом, сумел пересечь заслоны и через три дня достиг Фив, где попросил помощи у герцога Афинского Жана I (пр. 1263—1280 гг.).
Два правителя заключили договор о союзе, по которому брат и наследник герцога Гильом, женится на дочери Иоанна Дуки Елене и получит в качестве приданого крепости Гравия, Сидерокастрон, Гардики и Зейтуни. Взамен де ла Рош дал Дуке 300 или 500 всадников, с которыми он быстро вернулся.
Византийские силы были значительно ослаблены: несколько отрядов были отправлены для захвата других крепостей или грабежа, из-за многонационального состава они были медлительны и не очень сплоченными. По словам венецианского историка Марино Санудо-Старшего, когда оба правителя поднялись на высоту и увидели огромный византийский лагерь, де ла Рош по-гречески процитировал сказанное Геродотом про битву при Фермопилах: «Хотя кажется, велико их число, но здесь только несколько настоящих мужчин». Византийские солдаты запаниковали от внезапной атаки меньших, но дисциплинированных латинских сил и полностью сломались, когда половецкий отряд перешел на другую сторону. Несмотря на попытки деспота сплотить силы, они бежали и рассеялись.

## Последствия
При известии об этом успехе латиняне осмелели и собрали флот для нападения на стоявший на якоре в Деметриаде византийский. Первоначально они добились хороших результатов, нанеся много потерь византийским экипажам. Но как только победа казалась неизбежной, Иоанн Палеолог прибыл с подкреплением и переломил ход битвы. Однако, несмотря на победу, деспот был сломлен катастрофой при Неопатрах: он оставил свой пост и умер в том же году.

### Комментарии
1. ↑  Дата битвы при Неопатрасе, а следовательно, и последующей битвы при Деметрии, является предметом споров. Ряд историков (Дено Дж. Геанакоплос,[8] Дж. Лонгнон[фр.],[9]Дональд Никол) поддерживали предложенный в XIX в. Хопфом 1275 год, выбранный на основе трактовки хроники Марино Санудо, и помещали фессалийскую кампанию после Лионского собора. Эта датировка до сих пор используется рядом современных ученых, таких как Джон Ван Антверпен Файн.[10] Другие историки приняли дату 1271 г., предложенную ученым-иезуитом 17-го века Пьером Пуссином[фр.] на основе трактовки хроники Г. Пахимера, эти данные были повторно актуализированны Раймондом-Жозефом Ленертцем[англ.] в 1960-х годах.[11] Альберт Фейллер повторно датировал события 1272/1273 гг.,[12] версия была принята рядом учёных, включая Элис-Мэри Талбот и Оксфордский словарь Византии.[13]